# تورو أوشيدا
تورو أوشيدا (باليابانية: 内田亨) (و. 1897 – 1981 م) هو عالم حيواني، من اليابان، توفي عن عمر يناهز 84 عاماً.

## مناصب وهيئات
أدار جامعة هوكايدو.